# Rudolf Walter (Architekt)

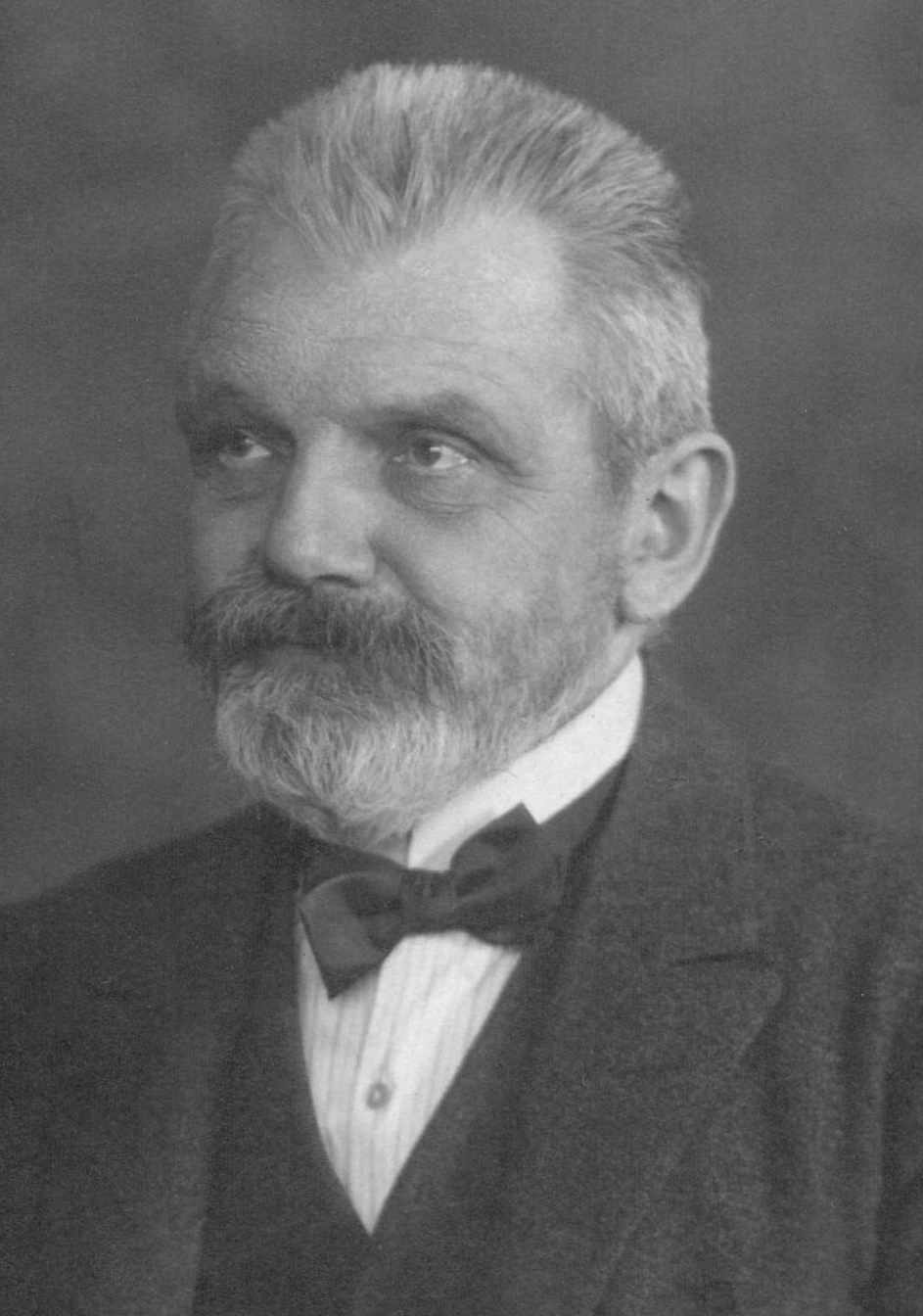
Rudolf Walter (1927)

Rudolf Walter (* 29. August 1864 in Stuttgart; † 7. April 1941 in Berlin) war ein deutscher Architekt und Baubeamter.

## Leben

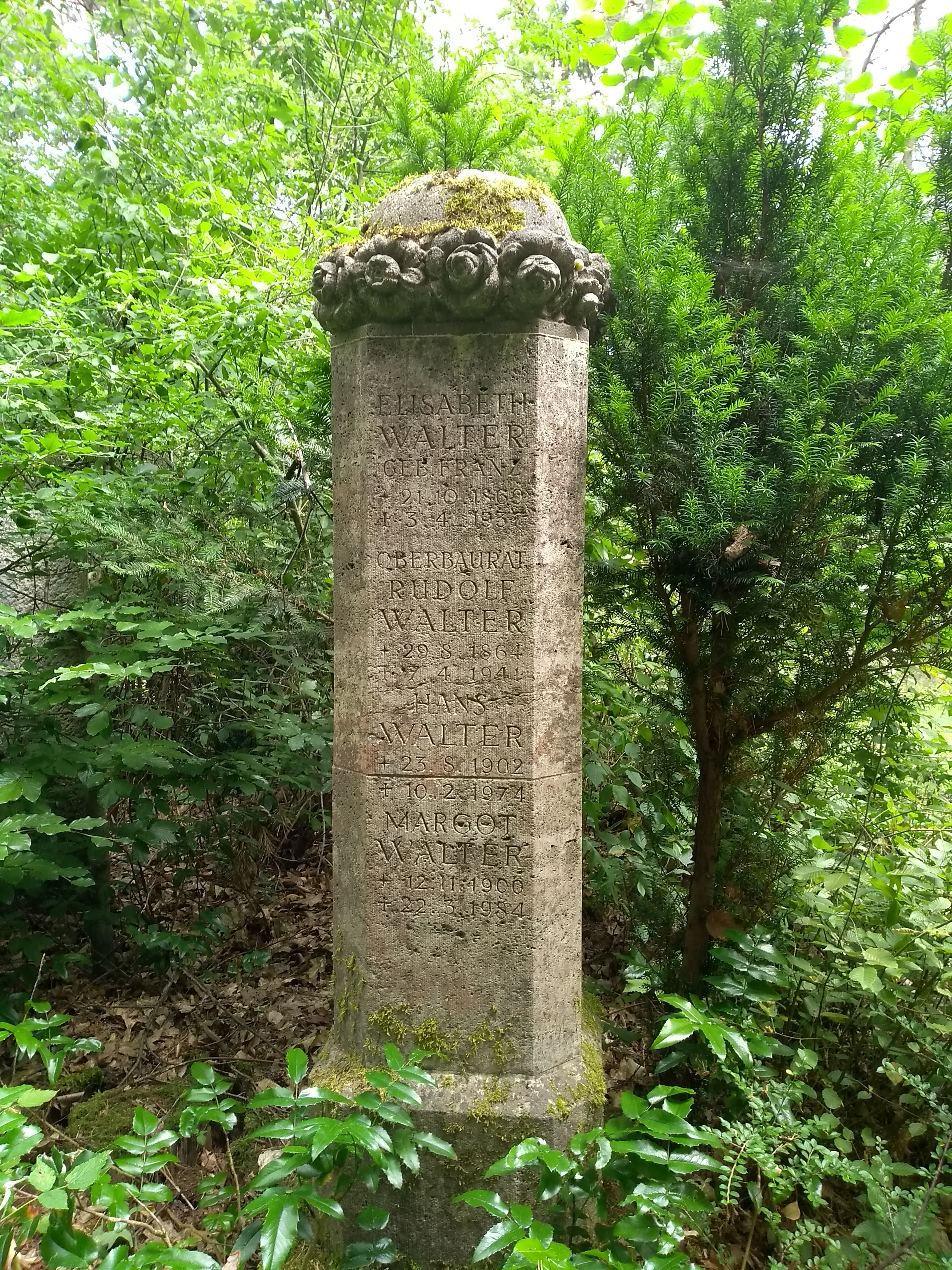
Grabstätte auf dem Südwestkirchhof Stahnsdorf

Rudolf Walter war der Sohn des Stuttgarter Architekten Carl Walter (1834–1906). Nach dem Studium an der Technischen Hochschule Stuttgart arbeitete er im Büro seines Vaters.
1897 siedelte er nach Berlin über und wurde 1900 Stadtbauinspektor in der kommunalen Bauverwaltung der bis 1920 selbstständigen Stadt Charlottenburg (ab 1920 Berlin-Charlottenburg). 1914 wurde er zum Magistratsbaurat und 1926 zum Magistratsoberbaurat befördert. Er errichtete zahlreiche Schul- und Sozialbauten in Charlottenburg.
Rudolf Walter wurde auf dem Südwestkirchhof Stahnsdorf beerdigt.

## Bauten
(alle in Berlin-Charlottenburg und Berlin-Westend)
- 1903–1904: Gemeinde-Doppelschule, zusammen mit Paul Bratring, Witzlebenstraße 34–35[1]
- 1904: Feuerwache Lietzow (dreiflügeliger Erweiterungsbau), Alt Lietzow 33 / Lüdtgeweg[2]
- 1904: Aufbauten der Lietzenseebrücke, Neue Kantstraße[3]
- 1904–1905: Waisenhaus der Stiftung „Luisens Andenken“, Ulmenallee 50[4]
- 1905: Bedürfnisanstalt am Amtsgerichtsplatz[5]
- 1905–1907: Feuerwache Berlin-Charlottenburg, Suarezstraße 9–10
- 1906–1908: Ledigenheim, Danckelmannstraße 46–47[6]
- 1907–1909: Cecilienhaus (zusammen mit Walther Spickendorff), Berliner Straße, heute Otto-Suhr-Allee 59[7]
- 1907–1912: Säuglings- und Mütterheim für den Verein Säuglingsheim e. V., Platanenallee 23–25[8]
- 1908–1910: Gemeinde-Doppelschule mit Pavillon, Kastanienallee 11–13 / Leistikowstraße 7–9 (heute Reinhold-Otto-Grundschule)[9]
- 1914–1920: Gemeindeschule (zusammen mit Hans Winterstein), Kamminer Straße 17[10]
- 1924: Beamtenwohnhaus bei der ehemaligen Feuerwache Alt-Lietzow, Lüdtgeweg 1–7
- 1924–1925: Beamtenwohnhaus bei der Städtischen Volksbadeanstalt Charlottenburg, Krumme Straße 10[11]
- 1924–1925: Mehrfamilienwohnhaus Krumme Straße 6[12]
- 1924–1925: Parkwächterhaus im Lietzenseepark am Königsweg, heute Wundtstraße 39[13]
- 1927: Wagenhalle des ehemaligen Straßenbahn-Betriebshofs, Spreestraße, heute Wintersteinstraße
- 1928: Kleinwohnungshaus, Ulmenallee 49
- 1928–1929: Asyl für Obdachlose (heute Haus 2 auf dem Gelände des Max-Bürger-Zentrums), Sophie-Charlotten-Straße 113[14]

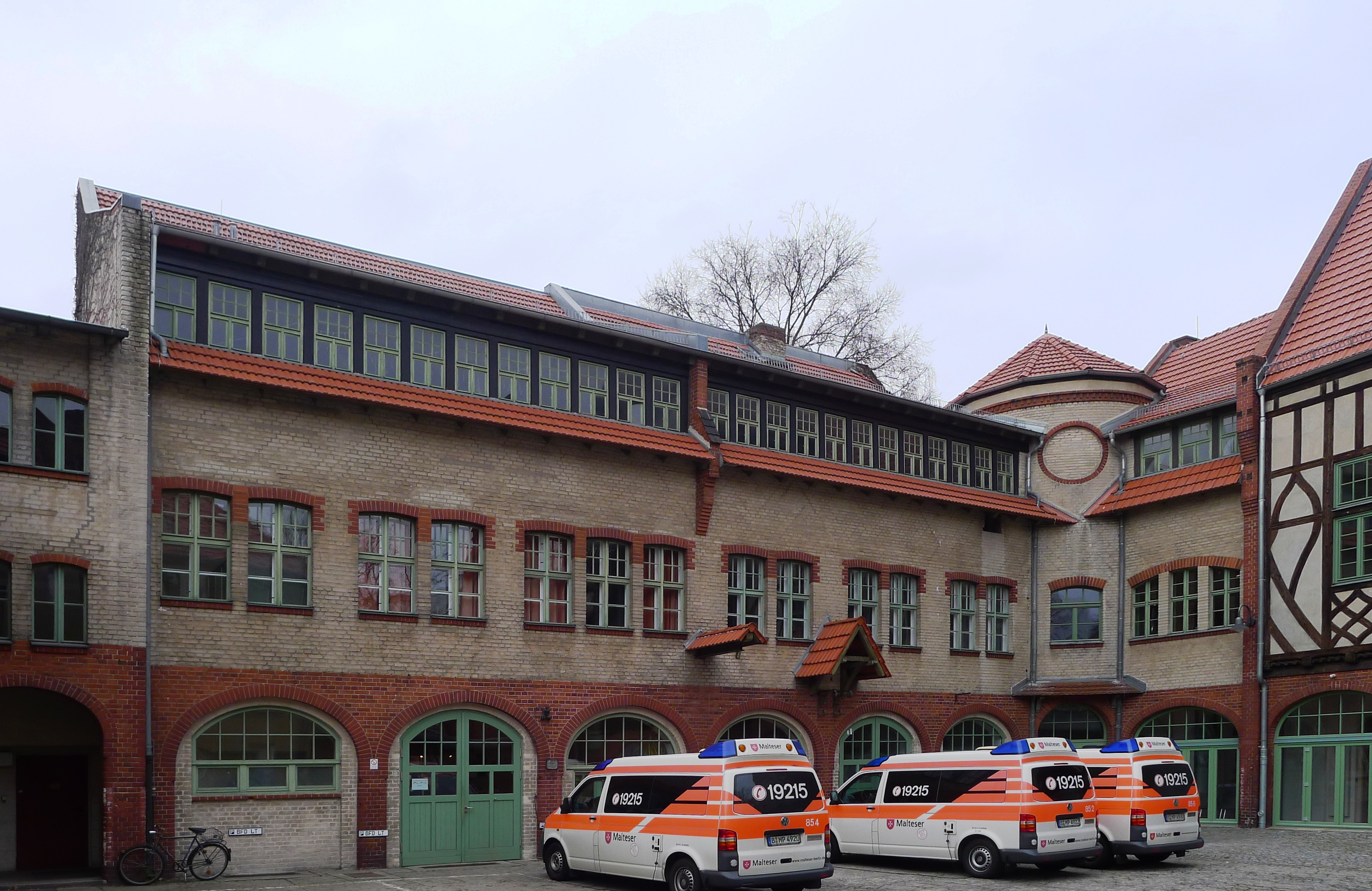
Feuerwache Lietzow
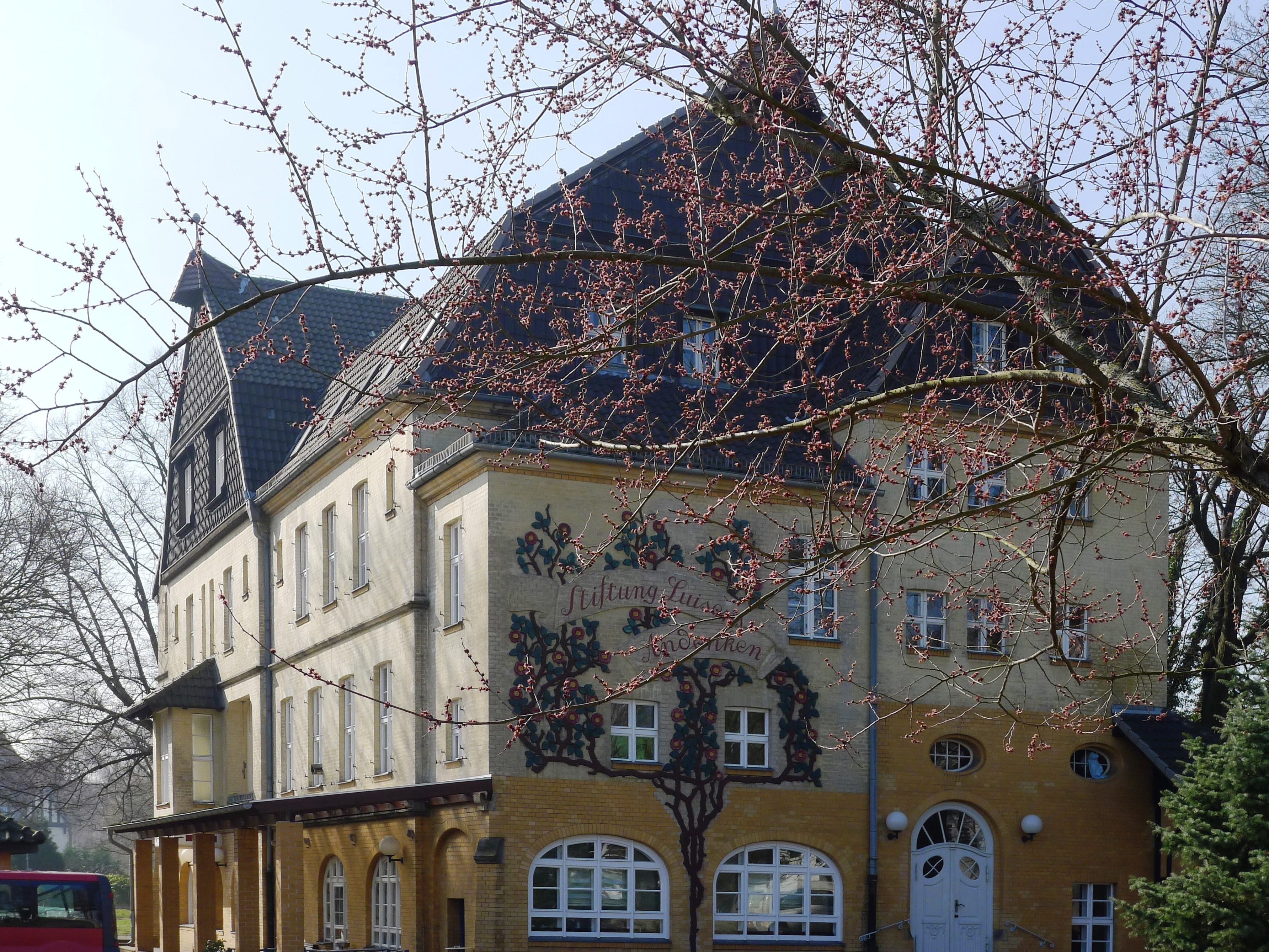
Luisens Andenken Ulmenallee
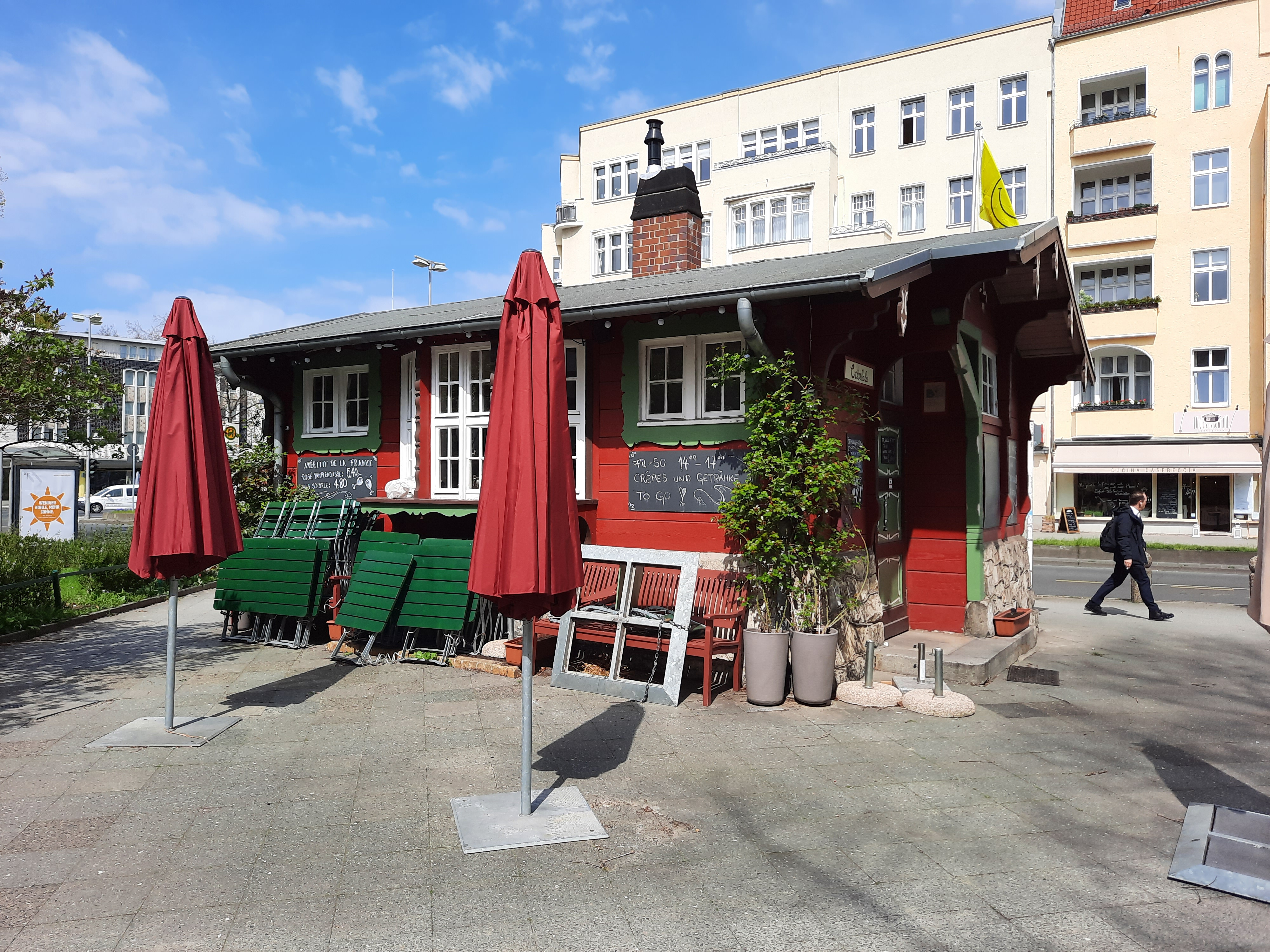
Ehemalige Bedürfnisanstalt Amtsgerichtsplatz
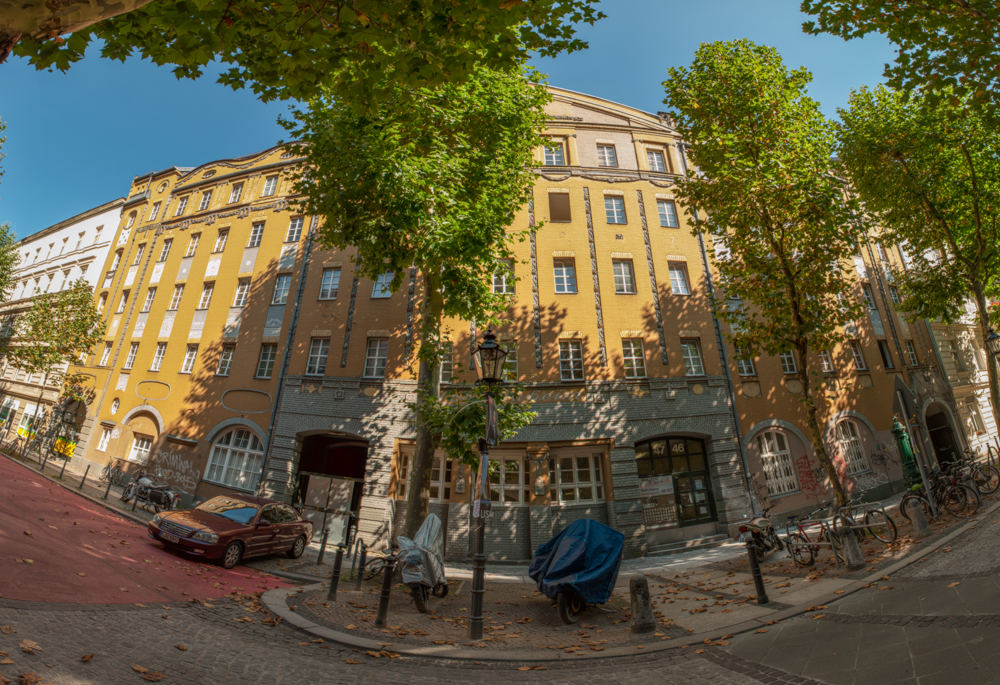
Ledigenheim Danckelmannstraße
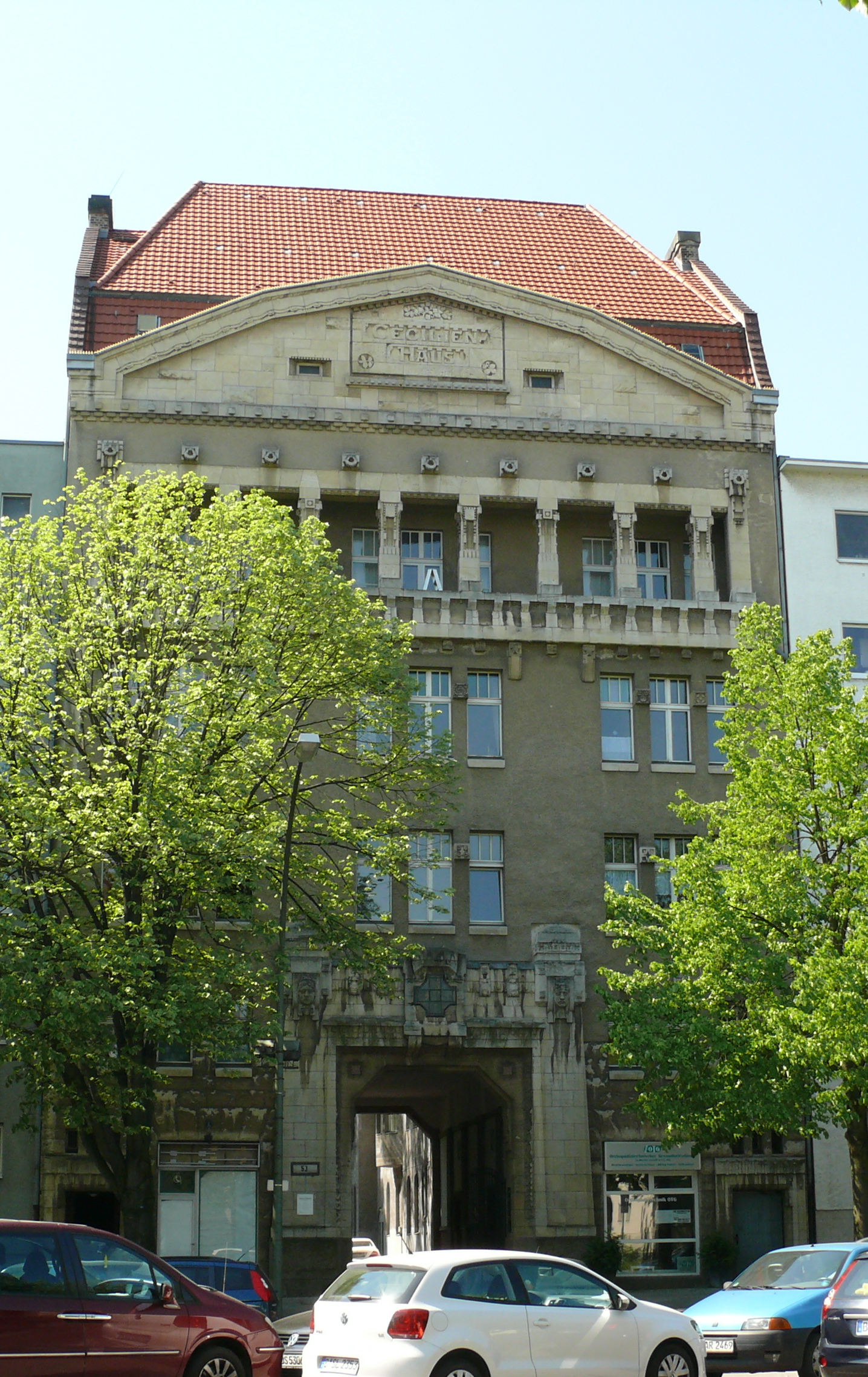
Cecilienhaus Otto-Suhr-Allee
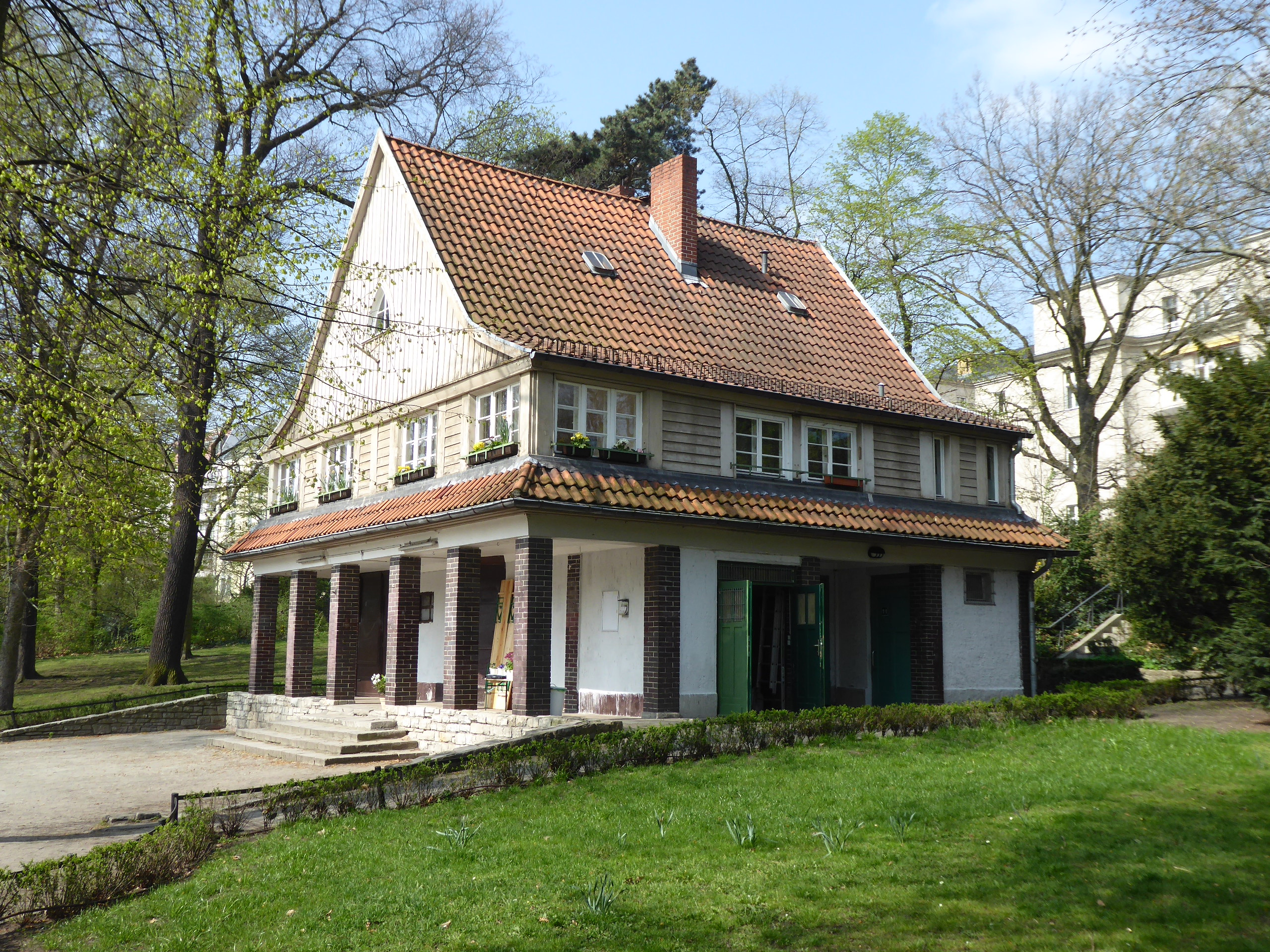
Parkwächterhaus am Lietzensee
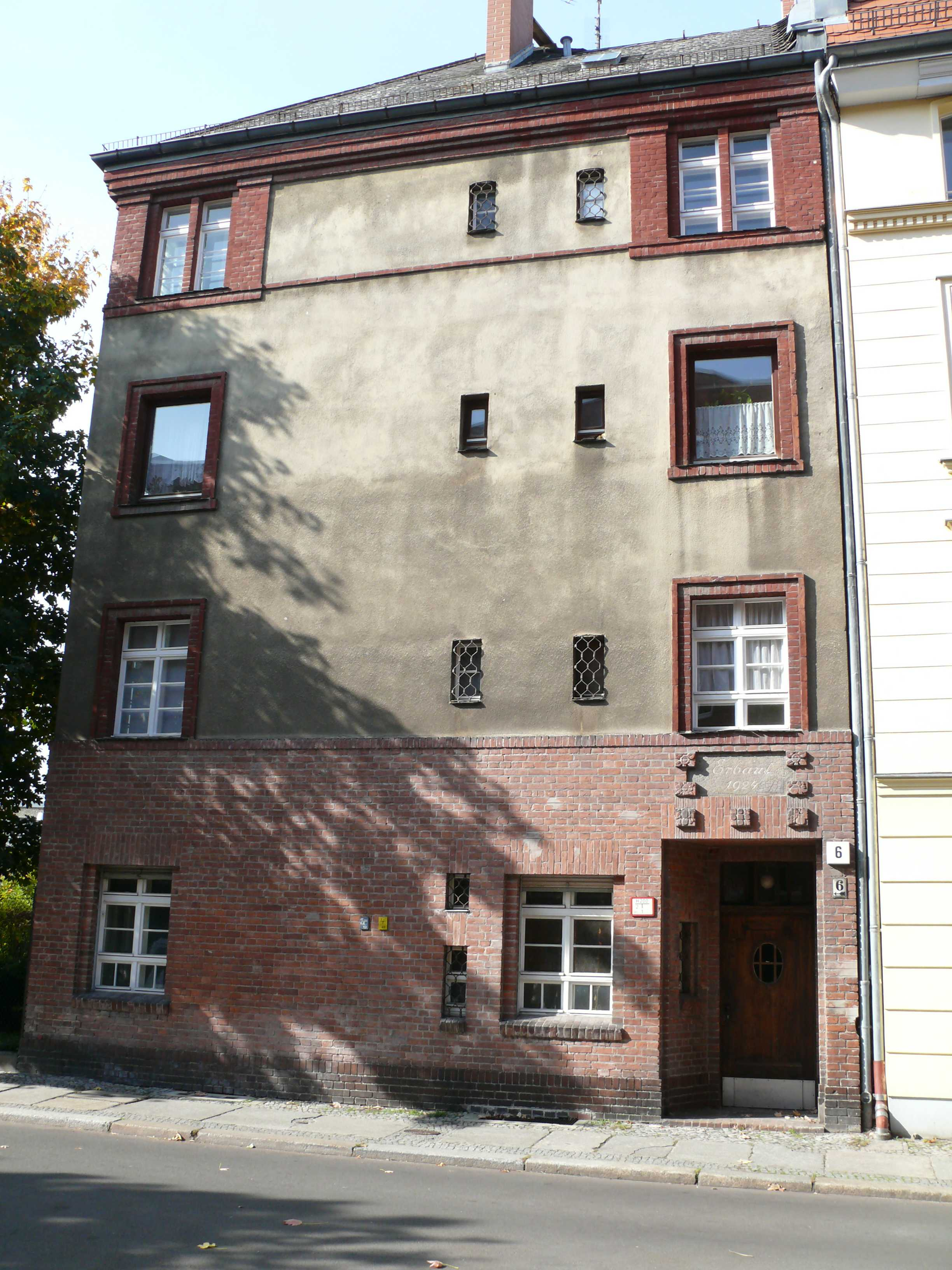
Beamtenwohnhaus Krumme Straße